# سالاسند
سالاسند (به مجاری:  Szalaszend) یک شهرداری در مجارستان است که در بورشود-آبااوی-زمپلن واقع شده‌است. سالاسند ۱۸٫۲۲ کیلومتر مربع مساحت و ۱٬۱۱۸ نفر جمعیت دارد.